# Istočna Engleska

Istočna Engleska je jedna od devet službenih regija Engleske. Regija Istočna Engleska ustanovljena je 1994. godine, a od 1999. godine ustanovljena je i u statističke svrhe. Uključuje ceremonijalne grofovije Bedfordshire, Cambridgeshire, Essex, Hertfordshire, Norfolk i Suffolk. U cijeloj regiji, Essex je s 1 832 752 stanovnika, najmnogoljudnija grofovija.
Regija Istočna Engleska je na popisu stanovništva 2019. imala 6 236 072 stanovnika. Bedford, Luton, Basildon, Peterborough, Southend-on-Sea, Norwich, Ipswich, Colchester, Chelmsford i Cambridge su najmnogoljudniji gradovi u regiji. Južni dio regije je povezan s prigradskim pojasom Velikog Londona.

## Osnovne značajke
Topografski, regija Istočna Engleska ima najmanji raspon nadmorskih visina u Velikoj Britaniji. Dvadeset posto regije nalazi se ispod prosječne razine mora, a većina toga je u sjevernom Cambridgeshireu, Norfolku i na obali Essexa. Fenland, veliko područje melioriranog močvarnog područja, uglavnom je u sjevernom Cambridgeshireu. Fenland uključuje najnižu točku u državi u selu Holme: 2,75 metara ispod srednje razine mora. Ovo područje je ranije bilo pod vodom i poznato je pod nazivom Whittlesey Mere. Najviša točka u regiji je Clipper Down na 249 m nadmorske visine a nalazi se u krajnjem jugozapadnom kutu regije na brdima Ivinghoe (Ivinghoe Hills).
Zajednice poznate kao Novi gradovi koje su nastale u okviru pokreta New towns movement, odgovori su na gradske gužve i razaranja iz Drugog svjetskog rata, i bile su organizirane u Basildonu i Harlowu (Essex), kao i u Stevenageu i Hemel Hempsteadu (Hertfordshire), 1950-ih i 1960-ih.
 
Krajem 1960-ih, komisija Roskill, formalno Komisija za treću zračnu luku u Londonu (Commission on the Third London Airport) smatrala je Cublington u Buckinghamshireu, Thurleigh u Bedfordshireu, Nuthampstead u Hertfordshireu i Foulness u Essexu mjestima za mogući treći aerodrom Londona. Međutim, ni na jednom od predloženih mjesta nije izgrađena nova zračna luka, već je bivša baza Kraljevskog zrakoplovstva u Stanstedu, koja je prethodno preuređena za civilnu uporabu, obnovljena i proširena u sljedećim desetljećima, te je 2015. godine bila četvrta najprometnija zračna luka u Ujedinjenom Kraljevstvu nakon Heathrowa, Gatwicka i Manchestera.

## Upravljanje i politika

### Regionalna vlada
Postoji Udruženje lokalne samouprave Istočne Engleske (East of England Local Government Association) koji koordinira rad lokalnih vijeća na tom području i osigurava druge funkcije. Sjedište ima u Flemptonu, na cesti A1101 sjeverozapadno od Bury St Edmunds. Vlada je 2011. zatvorila svoj ured za Istočnu Englesku, a istovremeno se zatvara i Agencija za razvoj Istočne Engleske (East of England Development Agency).

### Plan za Istočnu Englesku
Trenutna verzija Plana za Istočnu Englesku, što je bilo prerađeno izdanje Regionalne prostorne strategije za Istočnu Englesku (Regional spatial strategy) objavljena je 12. svibnja 2008. ali je povučena 3. siječnja 2013. godine.

### Lokalna uprava
Službena regija sastoji se od sljedećih poddiobenih jedinica:
| Map                                  | Ceremonijalne grofovije                     | Nemetropolitanske grofovije / Unitarne uprave | Nemetropolitanski okruzi      |
| ------------------------------------ | ------------------------------------------- | --- | ----------------------------- |
|                                      | Essex                                       | 1. Thurrock - Unitarna uprava | 1. Thurrock - Unitarna uprava |
| 2. Southend-on-Sea - Unitarna uprava | Essex                                       | |                               |
| 3. Essex                             | Essex                                       | a) Harlow, b) Epping Forest (okrug), c) Brentwood, d) Basildon (okrug), e) Castle Point, f) Rochford (okrug), g) Maldon, h) Chelmsford, i) Uttlesford, j) Braintree (okrug), k) Colchester, l) Tendring |                               |
| 4. Hertfordshire                     | 4. Hertfordshire                            | a) Three Rivers, b) Watford, c) Hertsmere, d) Welwyn Hatfield, e) Broxbourne, f) Istočni Hertfordshire, g) Stevenage, h) Sjeverni Hertfordshire, i) City of St Albans, j) Dacorum                       |                               |
| Bedfordshire                         | 5. Luton - Unitarna uprava                  | 5. Luton - Unitarna uprava |                               |
| Bedfordshire                         | 6. Bedford - Unitarna uprava                | |                               |
| Bedfordshire                         | 7. Centralni Bedfordshire - Unitarna uprava | |                               |
| Cambridgeshire                       | 8. Cambridgeshire                           | a) Cambridge, b) Južni Cambridgeshire, c) Huntingdonshire, d) Fenland, e) Istočni Cambridgeshire |                               |
| Cambridgeshire                       | 9. Peterborough - Unitarna uprava           | |                               |
| 10. Norfolk                          | 10. Norfolk                                 | a) Norwich, b) Južni Norfolk, c) Great Yarmouth, d) Broadland, e) Sjeverni Norfolk, f) Breckland (okrug), g) King's Lynn & West Norfolk                                                                 |                               |
| 11. Suffolk                          | 11. Suffolk                                 | a) Ipswich, b) Istočni Suffolk (okrug), c) Babergh, d) Mid Suffolk, e) Zapadni Suffolk (okrug) |                               |